# Ermita de Nuestra Señora de Loreto (Benasal)
La ermita de Nuestra Señora de Loreto de Benasal, en la comarca del Alto Maestrazgo, provincia de Castellón, es un lugar de culto catalogado como Bien de Relevancia Local, con la categoría de Monumento de interés local, con códigoː 12.02.026-007, según la Disposición Adicional Quinta de la Ley 5/2007, de 9 de febrero, de la Generalitat, de modificación de la Ley 4/1998, de 11 de junio, del Patrimonio Cultural Valenciano (DOCV Núm. 5.449 / 13/02/2007).
La ermita se ubica a las afueras del núcleo poblacional, en dirección oeste, en una zona conocida como “d’En Garguil”, en el antiguo camino a Villafranca del Cid. Tiene un peirón en la parte de delante del que arranca el calvario que acaba en el cementerio municipal.

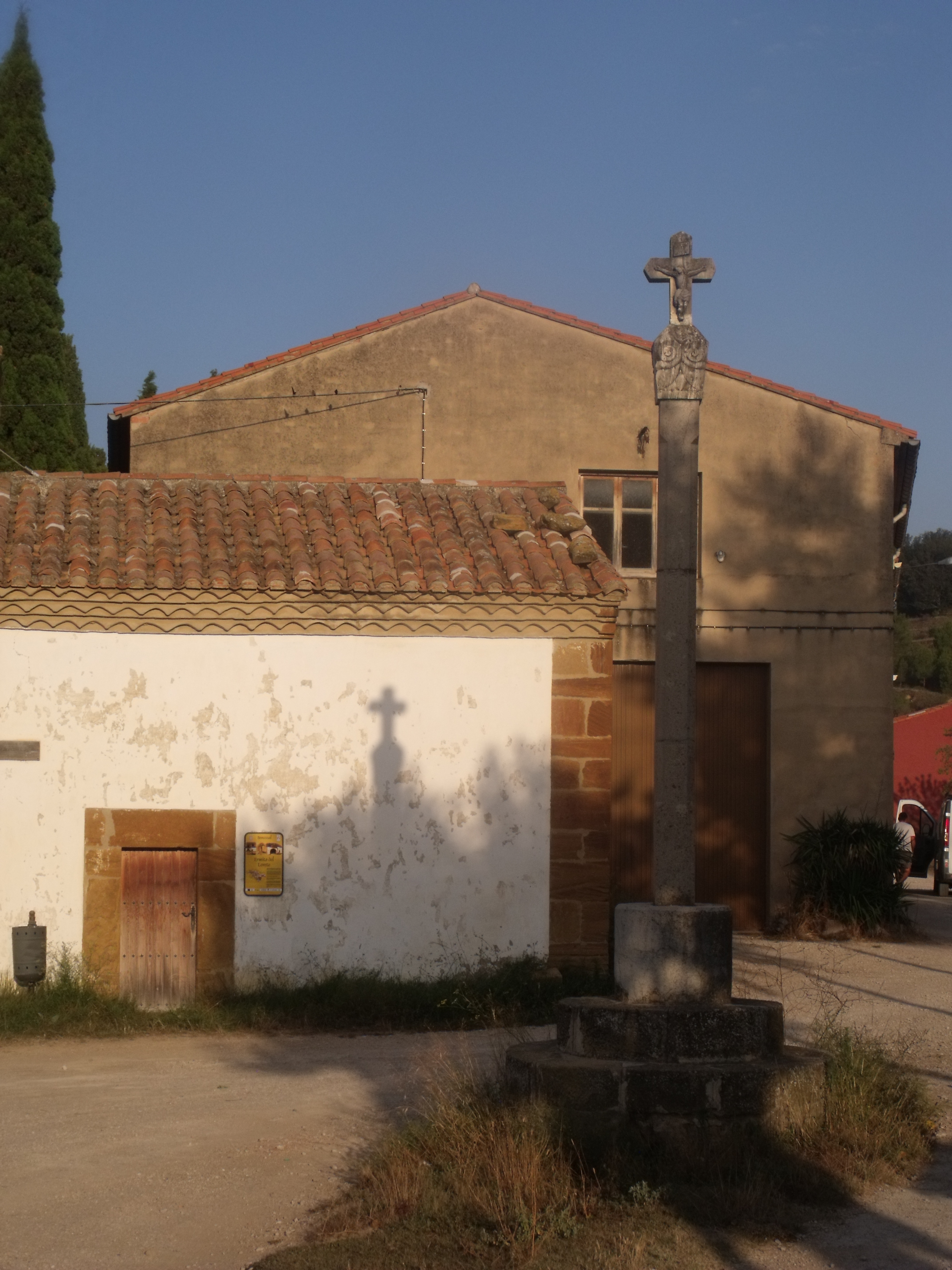
Detalle del peirón de piedra.
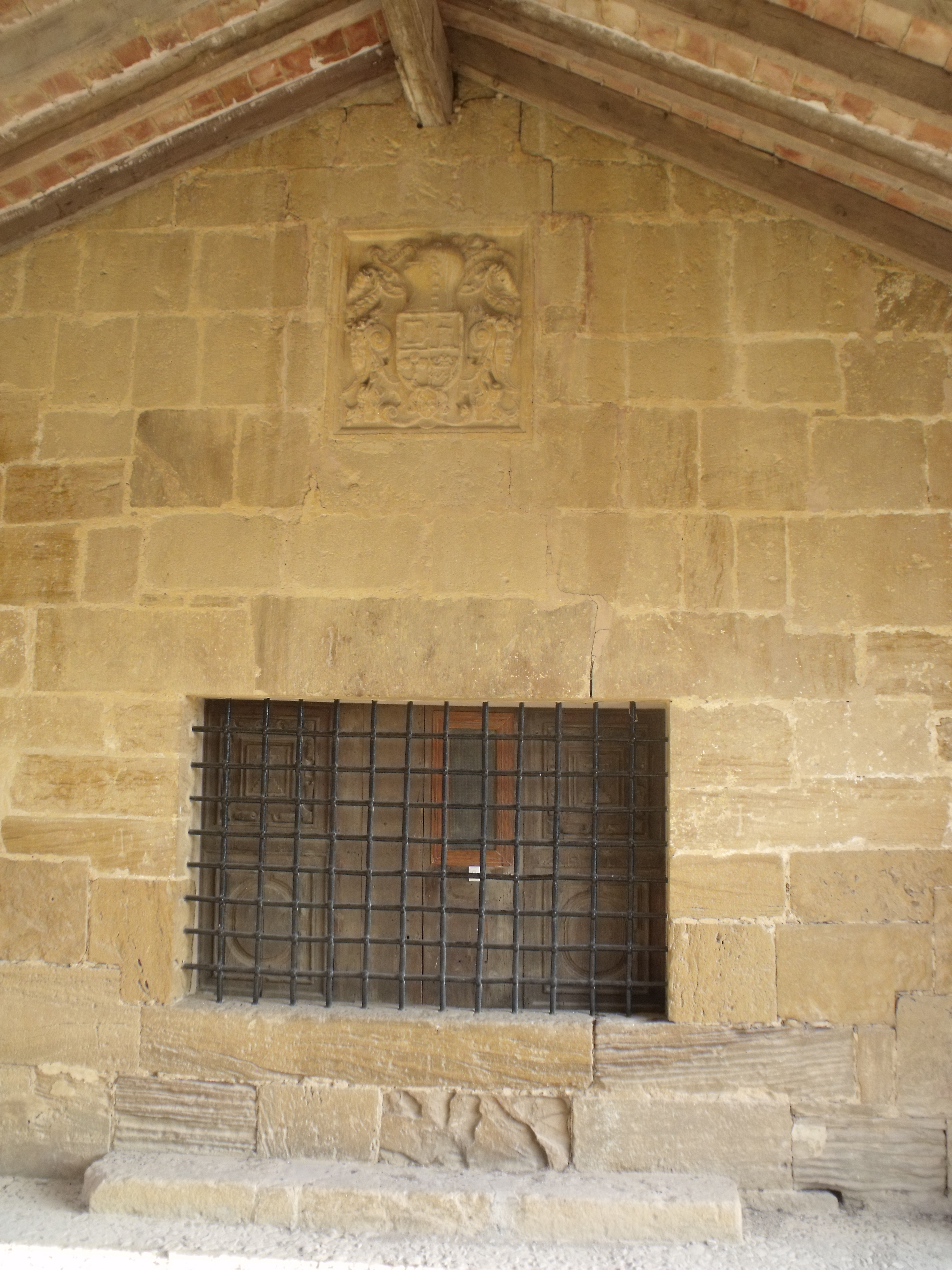
Detalle escudo de Amador Miralles y Caterina Nabàs.
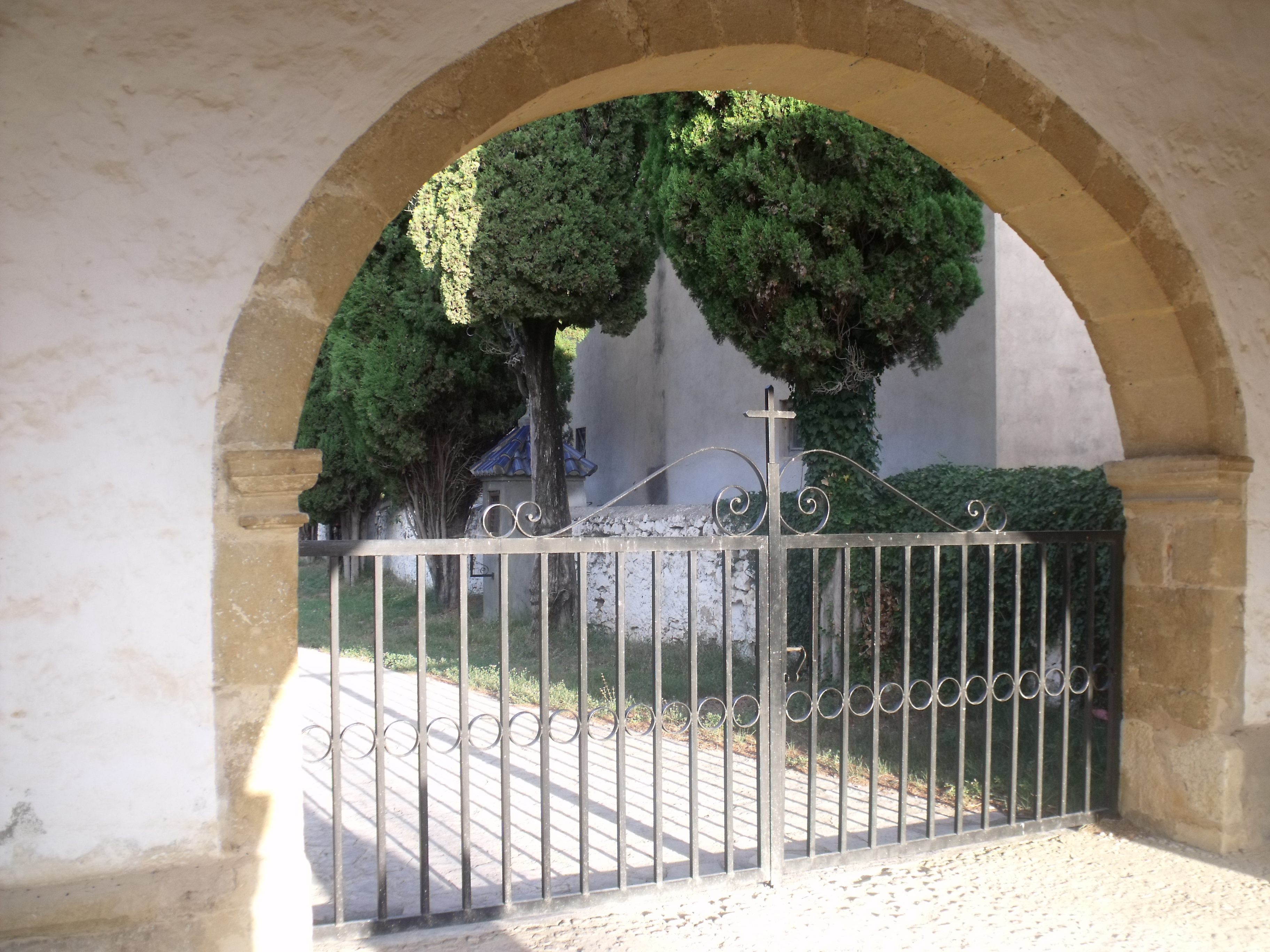
Detalle de la reja de acceso al cementerio a través del atrio de la ermita.
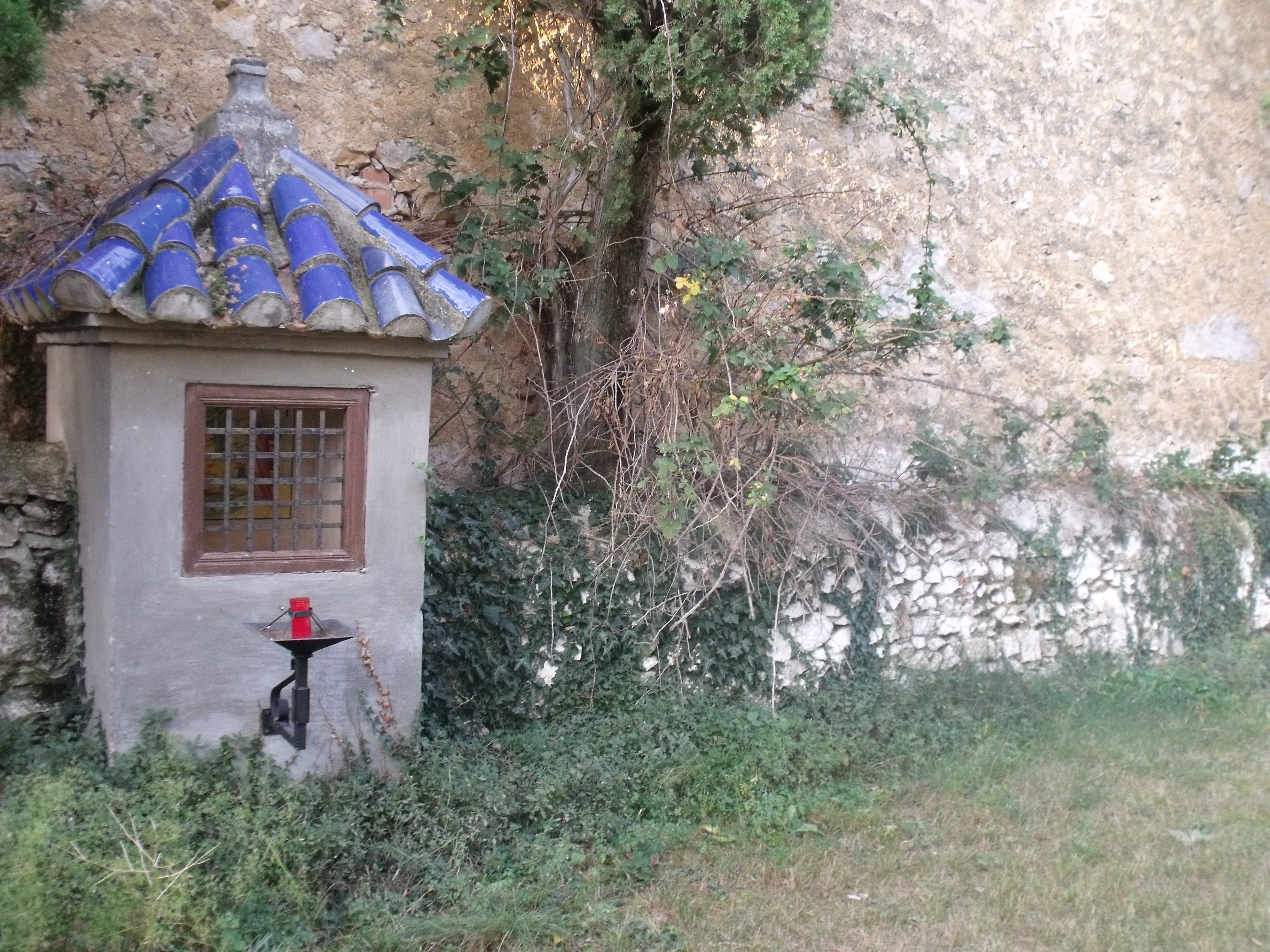
Detalle de los casalicios con las estaciones del Vía Crucis.

## Historia
Fue erigida en 1626 gracias a la aportación económica de Amador Miralles y Caterina Nabàs, y, posiblemente por esta razón, su escudo está labrado en relieve en la fachada de la ermita. En el año 1627 se bendijo para su uso como lugar de culto. Su estado de conservación tras la restauración a la que fue objeto.

## Descripción
Se trata de un edificio, de fábrica aparejo encalado reforzando las esquinas, puertas, arcos y ventanas, sillares; de planta cuadrangular, y reducidas dimensiones, con tejado a dos aguas, con bajo alero que presenta triple hilada bajo el alero. Se remata la fachada en un hastial donde se construyó una espadaña con tejadillo. Presenta un porche a los pies, donde hay una baja ventaja enrejada, formado por tres arcos y una cubierta independiente de menor altura que el resto de la ermita. La entrada se encuentra en uno de los laterales y presenta una puerta con dintel, en el lado de la epístola.
Respecto a su interior, es muy pequeño de nave única con la imagen de la Virgen de Loreto en el altar.